# Urbanuskapelle

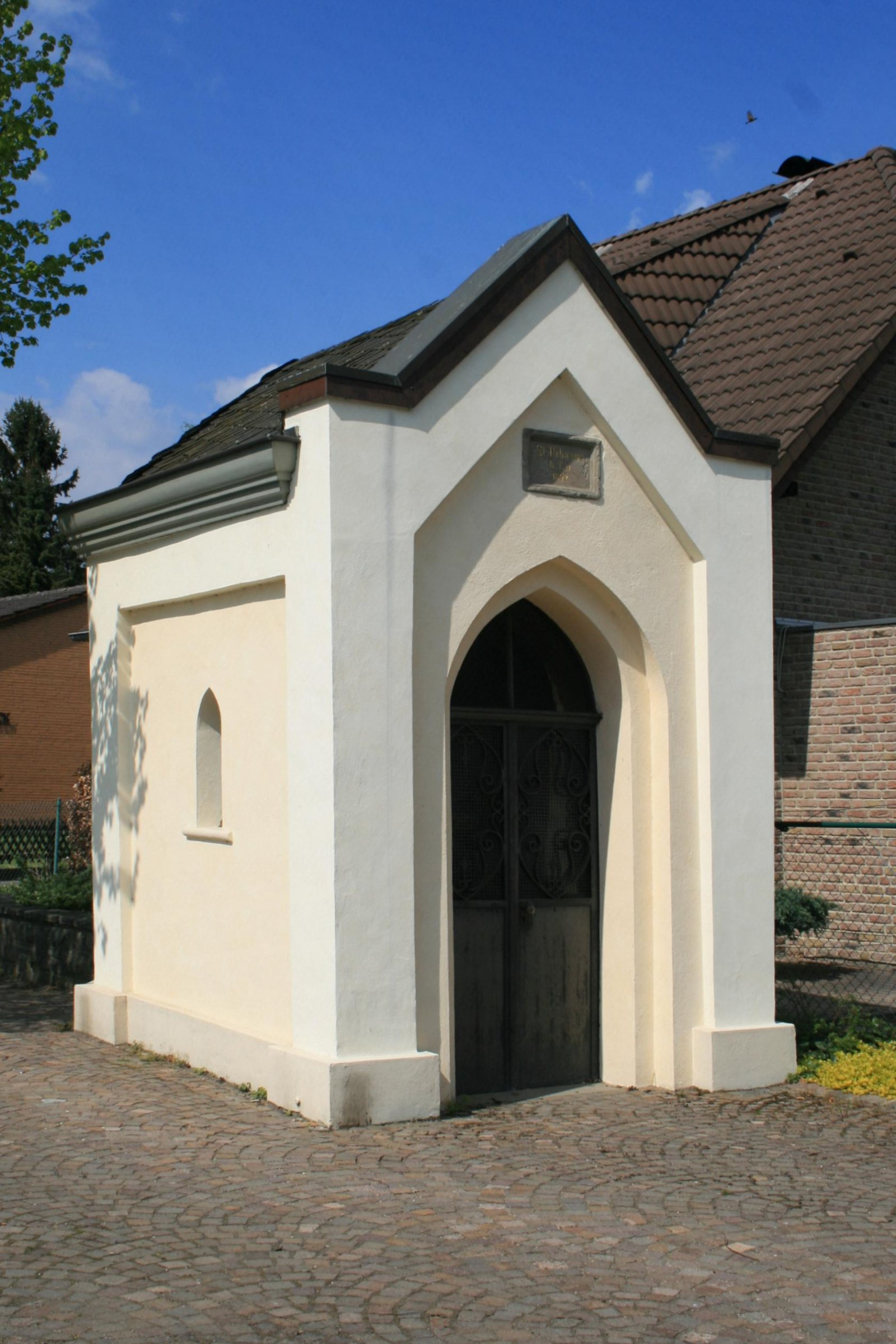
Urbanuskapelle

Die Urbanuskapelle steht im Dürener Stadtteil Derichsweiler in Nordrhein-Westfalen auf dem Martinusplatz.
Nach einer inschriftlichen Datierung wurde die Kapelle im Jahre 1892 erbaut.
Die kleine, nachträglich verputzte Backsteinkapelle hat einen 3/8-Chorabschluss und ein Satteldach. Die schmiedeeiserne Eingangstür ist im Original erhalten. Die Ausmalung im Inneren wurde erneuert. Im Chor sind moderne Darstellungen der Dorfheiligen St. Urbanus, St. Agatha und St. Martin zu sehen.
Das Bauwerk ist unter Nr. 7/002 in die Denkmalliste der Stadt Düren eingetragen.